# جون تشيانغ
جون تشيانغ (بالإنجليزية: John Chiang)‏ هو سياسي أمريكي، ولد في 31 يوليو 1962 في نيويورك في الولايات المتحدة. حزبياً، نشط في الحزب الديمقراطي. وقد انتخب California State Controller ‏.

## وصلات خارجية
- الموقع الرسمي